# Witold Wojtkiewicz
Witold Wojtkiewicz (Varsó, 1879. december 29. – Varsó, 1909. június 14.) lengyel festő, grafikus. Műveiben a szecesszió, a szimbolizmus és az expresszionizmus jellegzetességei mutatkoznak meg.

## Élete
Édesapja, a Varsói Kereskedelmi Bank pénztárosa helytelenítette fia művészet iránti érdeklődését, míg édesanyja tizenegy gyermekről gondoskodott. Ennek ellenére Wojtkiewicz a varsói rajziskolában, majd 1903–1904-ben a Krakkói Művészeti Akadémián tanult Leon Wyczółkowski vezetésével. Előtte, 1902-ben, a pétervári művészeti akadémián kezdett tanulni, de nyolc nap után abbahagyta.
1905-ben Wojtkiewicz csatlakozott ahhoz a művészcsoporthoz, amelyben Leopold Gottlieb és Vlastimil Hofman is helyet kapott. Barátságban volt Tadeusz Boy-Żeleńskivel, és részt vett az általa alapított krakkói kabaréban, a Zielony Balonikban. Szatirikus szövegeket írt a Kolce (Tövisek) című hetilapba. Könyvgrafikával is foglalkozott. Munkái egyéni jelleget mutattak, díszes, szeszélyes vonalakkal.
Berlinben kiállított műveit Maurice Denis és André Gide is nagyra értékelte. Gide egyéni kiállítást szervezett Wojtkiewicz számára a párizsi Galerie Druetben.
Wojtkiewicz mindössze 29 évet élt, veleszületett, gyógyíthatatlan szívbetegségben hunyt el, a Powązki temetőben nyugszik.

## Válogatott festmények

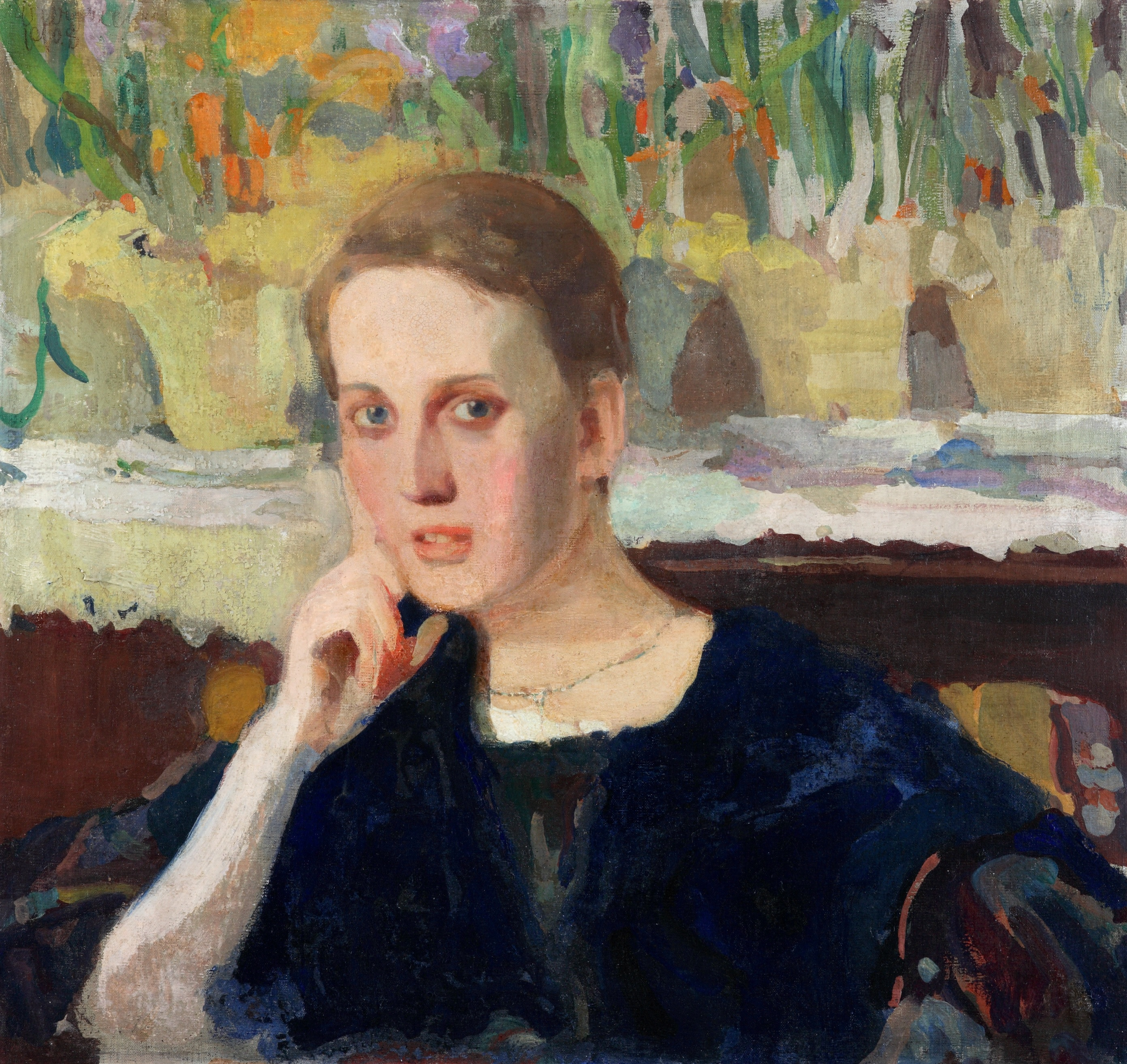
Maryna Raczyńska portréja
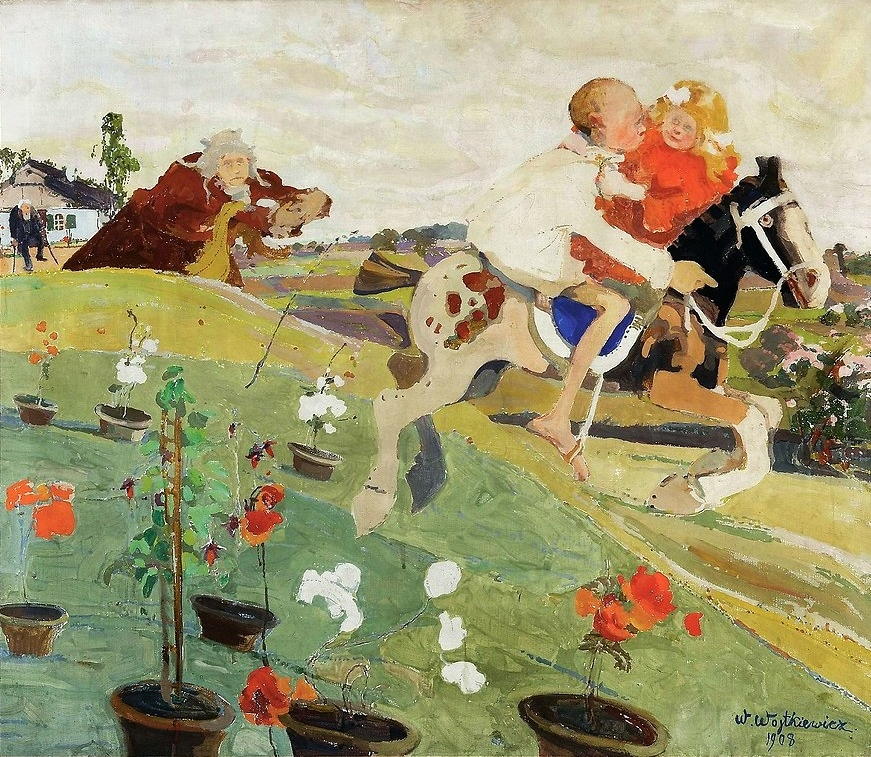
A királylány elrablása (Nemzeti Múzeum, Varsó)
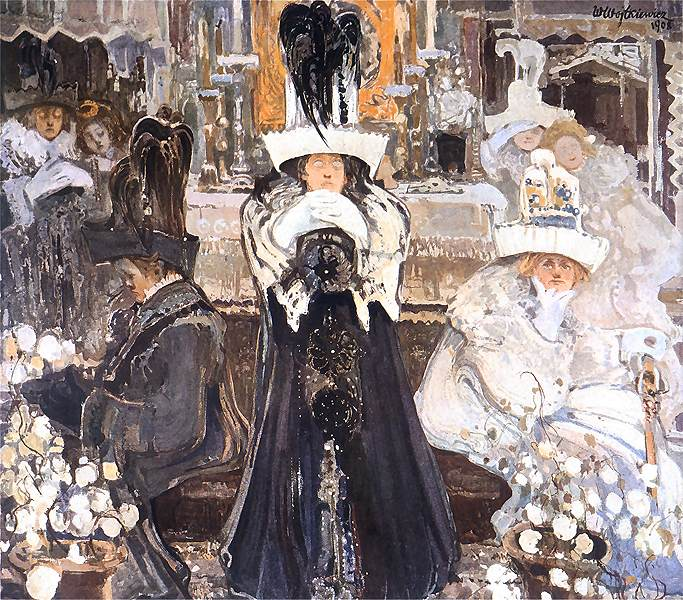
Meditációk. Hamvazószerda (Nemzeti Múzeum, Krakkó)
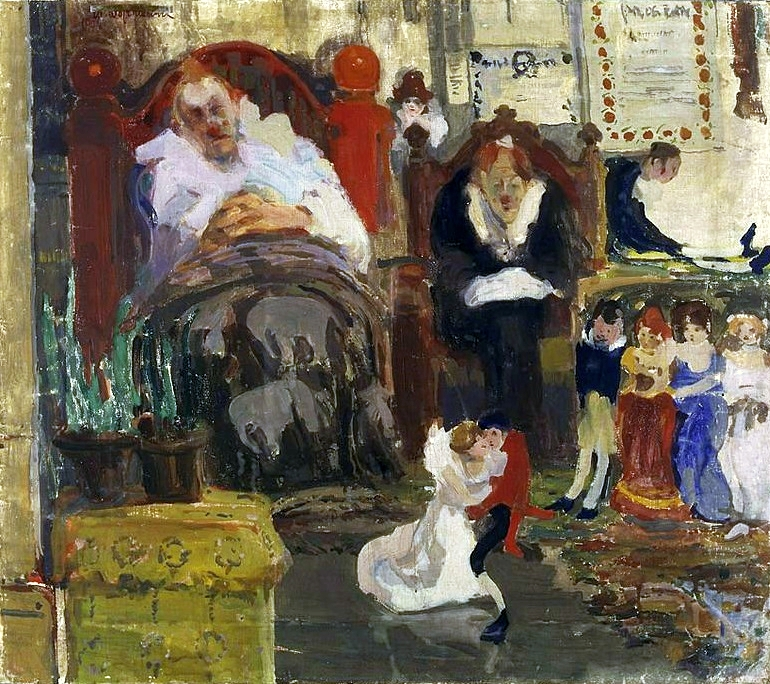
Marionettek (Nemzeti Múzeum, Varsó)
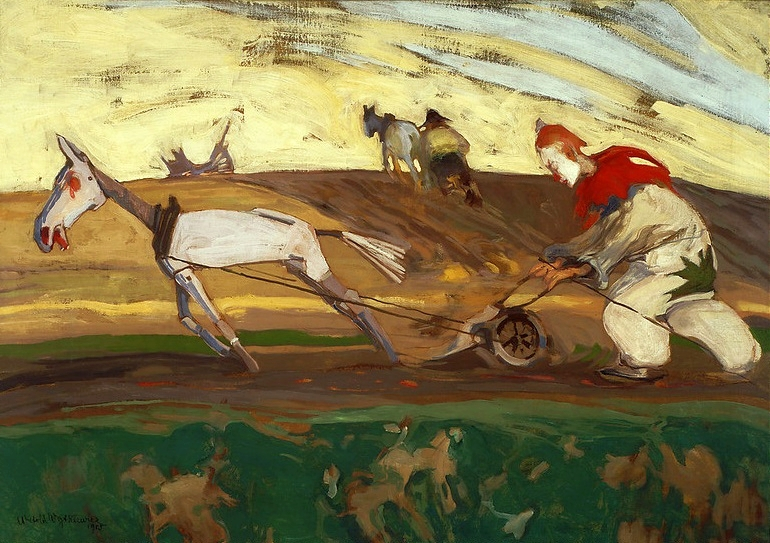
Szántás (Nemzeti Múzeum, Varsó)
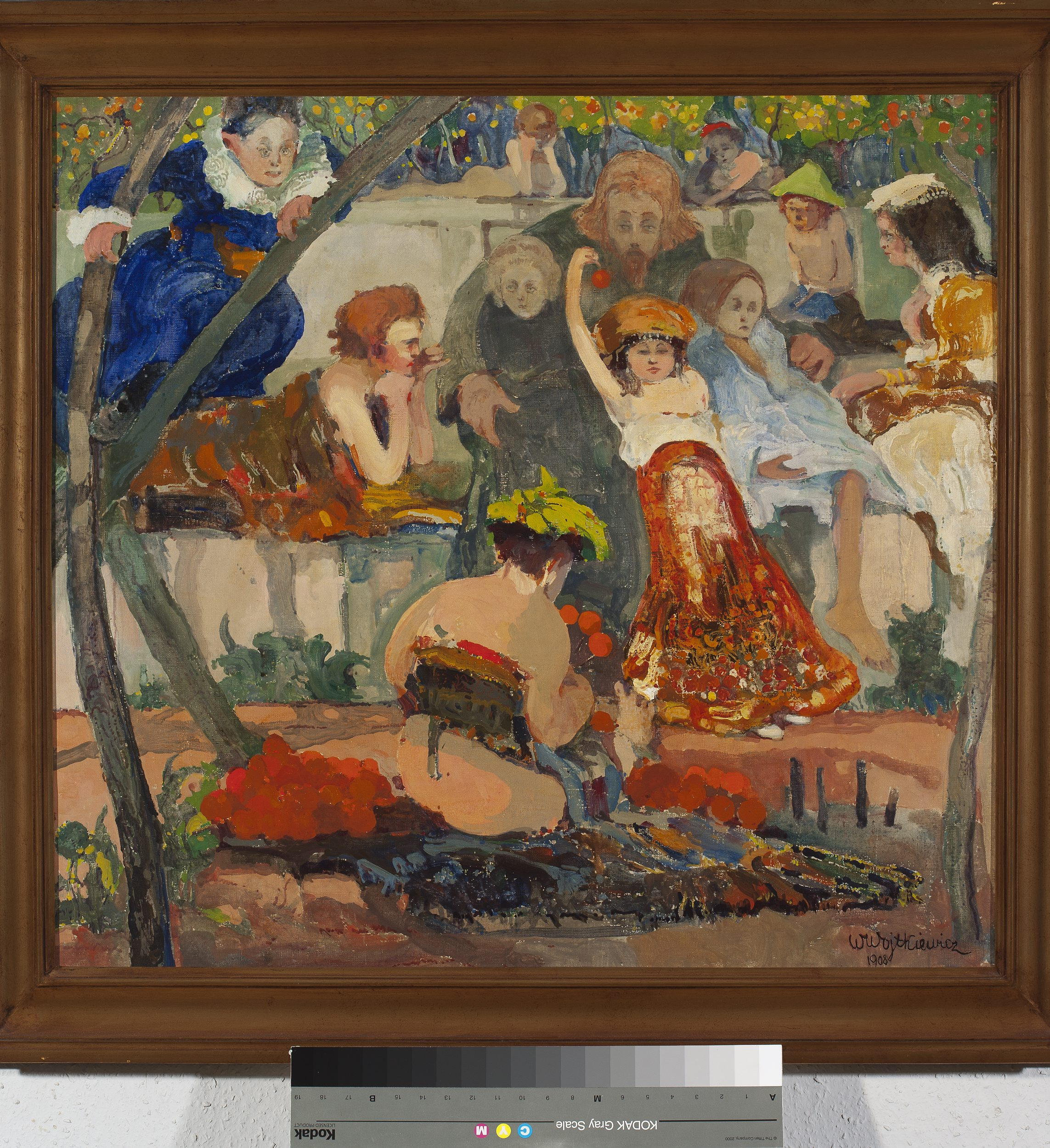
Krisztus és a gyerekek, „Ceremoniák” (sorozat) VI. (Nemzeti Múzeum, Varsó)

## Fordítás
- Ez a szócikk részben vagy egészben  a   Witold Wojtkiewicz című német Wikipédia-szócikk ezen változatának fordításán alapul.  Az eredeti cikk szerkesztőit annak laptörténete sorolja fel. Ez a jelzés csupán a megfogalmazás eredetét és a szerzői jogokat jelzi, nem szolgál a cikkben szereplő információk forrásmegjelöléseként.